# Men Without Hats
I Men Without Hats sono un gruppo musicale synth pop canadese proveniente da Montréal, Québec, che hanno ottenuto la loro popolarità nella prima metà degli anni '80. Sono caratterizzati dalla profonda ed espressiva voce baritonale del cantante Ivan Doroschuk e dal loro elaborato uso del sintetizzatore ed in generale degli strumenti elettronici.
Raggiunsero il successo con The Safety Dance, divenuto un successo mondiale ed entrato nella Top Ten in 3ª posizione negli Stati Uniti, e Pop Goes the World. Dopo una pausa per la maggior parte degli anni '90 e 2000, Doroschuk ha riformato la band nel 2010, e insieme hanno pubblicato l'album Love in the Age of War nel 2012. Il gruppo riformato, con sede a Vancouver, ha continuato a esibirsi, facendo anche un tour europeo nel 2015 e in Australia nel 2016.

## Gli inizi
Il nucleo nacque nel 1977 come una band punk da Ivan Doroschuk, anche autore, e dal fratello Stefan Doroschuk, con vari altri membri tra cui il terzo fratello Colin Doroschuk, Jérémie Arrobas, Tracy Howe, Roman Martyn, Mike Gabriel, Jean-Marc Pisapia, Lenny Pinkas e Allan McCarthy. Ivan aveva cantato in precedenza in un gruppo chiamato Wave 21 insieme a Arrobas, Stefan e Colin, che furono alla base della formazione finale. La band iniziò suonando cover dei The Cramps, per poi puntare verso il genere new wave; Doroschuk era cresciuto con artisti come i Genesis, i Pink Floyd e Rick Wakeman, e vedeva in quel genere una nuova forma di rock progressivo con qualcosa della disco.
I fratelli Doroschuk, tutti e tre musicisti di formazione classica, nacquero a Champaign, Illinois, mentre il loro padre, di nazionalità canadese, stava conseguendo un dottorato. Si trasferirono poi a Montréal da piccoli quando i genitori tornarono in Canada. Il nome del gruppo deriva dal fatto che, seguendo un principio da loro descritto come "stile prima del comfort", si rifiutassero di indossare cappelli durante i freddi inverni di Montréal, definendosi gli "uomini senza cappello", ovvero men without hats.
Si fecero notare nel 1980 per l'EP Folk of the 80's dove Tracy Howe, per breve tempo nella band, non apparve nella ristampa del disco. Tuttavia più tardi, l'artista giunse al successo con un nuovo gruppo, i Rational Youth. Jean-Marc Pisapia uscì dal gruppo per formare The Box, e più tardi Arrobas e Gabriel uscirono per lavorare su progetti in proprio e successivamente fondarono gli Isinglass.
Oltre ai fratelli Doroschuk, i Men Without Hats hanno incluso numerosi membri aggiuntivi e artisti ospiti o itineranti, molti dei quali sono rimasti per poco e hanno lasciato il gruppo durante i suoi primi cinque anni di vita. Ivan Doroschuk è stato l'unico membro costante del gruppo, mentre Stefan, Colin e Arrobas sono rimasti membri relativamente stabili nei primi anni '80.

## Il successo
Il gruppo giunse sulla scena internazionale nel 1982 con la hit "The Safety Dance" dall'album di debutto Rhythm of Youth. Il pezzo, reso celebre da un pittoresco videoclip a tema medievale girato in Inghilterra, rimase quattro settimane in terza posizione nella Billboard Hot 100, giungendo sesta in Gran Bretagna e arrivando in cima alla classifica in Sudafrica. Giunsero in classifica anche con la title track del loro album del 1987, Pop Goes the World, giunta al 20º posto negli Stati Uniti, al 3° in Sudafrica, e al primo in Austria e Svezia. Il singolo fu inserito anche nella colonna sonora del film Date with an Angel (1987), con Phoebe Cates, Emmanuelle Béart e Michael E. Knight. L'album successivo The Adventures of Women & Men Without Hate in the 21st Century, fu pubblicato nel 1989. Uno dei brani presenti era una cover degli ABBA, "S.O.S.".
Aggiungendo Colin, che aveva partecipato a Rhythm of Youth, come quarto membro ufficiale, i Men Without Hats pubblicarono l'album Folk of the 80's (Part III) nel 1984. Mentre il singolo principale "Where Do The Boys Go?" fu un successo piazzandosi tra i primi 40 in Canada, l'album non riuscì a eguagliare il successo internazionale del precedente.
Nel 1985, la band pubblicò l'EP Freeways, composto da remix multipli (e multi-lingue) di uno dei loro primi lavori, la canzone del 1980 di Doroschuk e Arrobas "Freeways" (che era stata precedentemente pubblicata come B-side nel 1982). Il gruppo intraprese poi un tour nello stesso anno per promuovere l'EP.
Il loro successivo album del 1991, Sideways, dominato più dalle chitarre elettriche che dalle tastiere, si rivelò un prodotto sostanzialmente differente col precedente sound della band, dovuto anche all'influenza recente dei Nirvana verso Doroschuk. Lui stesso disse "Avevamo un obbligo contrattuale per un altro album con la Polygram, quindi ho detto loro che avremmo preso metà del budget assegnato se ci avessero permesso di fare il disco che volevo... allora abbiamo fatto questo disco improntato sulla chitarra, ma loro erano inorriditi: "I Men Without Hats senza tastiere non funzioneranno", hanno detto, e questa è stata la fine della storia con la Polygram." La formazione di quel periodo era composta da Ivan, Felix Matte alla chitarra, John Kastner alla chitarra ritmica, Stefan Doroschuk al basso, Michael Langevin alla batteria e Colin Doroschuk alle tastiere.
Il gruppo si sciolse ufficialmente nel 1993 dopo la battuta d'arresto causata dal riscontro negativo di Sideways, non riuscendo così ad accordarsi con nessuna etichetta discografica in America. Il concerto finale della band fu un evento benefico per supportare un centro di accoglienza per donne a Montréal, con il chitarrista Denis D'Amour a sostitutire Matte e Kastner, che avevano entrambi lasciato la band nel 1992.

## Anni '90 e 2000
Dopo la fine del loro sodalizio, Ivan e il tastierista Bruce Murphy hanno continuato a registrare diversi demo nel 1993 per un concept album intitolato UFO's Real, che non è mai stato pubblicato. Uno dei membri, Allan McCarthy, morì per compiclazioni dovute all'AIDS nel 1995, mentre Ivan rilasciò un album solista, The Spell, nel 1997. Con il nome di MacKenzie-Parker Gang Stefan e Mack MacKenzie dei 3 O'Clock Train pubblicarono in seguito l'album Ride of Glory nel 1999.
Dopo dieci anni di inattività, Stefan e Ivan riformarono la band e pubblicarono nel novembre 2003 l'album No Hats Beyond This Point, riportando la band al loro stile new wave. Nelle interviste rilasciate durante quel periodo, la band aveva menzionato un tour per supportarne l'uscita e un cofanetto dedicato ai primi anni della band, che includeva Folk of the 80's, Freeways, un concerto del 1985, demo inedite e remix di "The Safety Dance". Tuttavia, nulla di tutto questo si realizzò e il gruppo si sciolse di nuovo all'inizio del 2004, poco dopo l'uscita dell'album. Questo evento sancì definitivamente la fine di ogni collaborazione di Stefan con i Men Without Hats, mentre Colin si dedicò all'opera e alla musica classica, diventando direttore artistico del Northern Opera Theatre di Montréal e compositore fisso al Ballet Victoria a Victoria, in Canada. Il suo lavoro include l'opera Evangeline, basata sull'omonimo poema di Henry Wadsworth Longfellow e rappresentata per la prima volta nel 2014.
Nel 2006, l'etichetta Trilogie Musique pubblicò un DVD chiamato Live Hats, con un concerto al teatro Le Spectrum di Montréal dell'8 agosto 1985, trasmesso in televisione all'epoca e probabilmente proprio quel concerto che, come contenuto extra del cofanetto mai distribuito, avrebbe dovuto promuovere No Hats Beyond This Point. La distribuzione però non era stata autorizzata dalla band, e il DVD venne ritirato dal mercato. Il filmato originale è stato comunque diffuso via Internet negli anni ed è ancora oggi visibile su YouTube.

## La reunion del 2010 e l'ultimo album
Ivan ha riformato i Men Without Hats nel 2010 come frontman e cantante principale, e ha ingaggiato dei musicisti di supporto che aveva conosciuto tramite delle audizioni. La band ha debuttato il 24 settembre 2010 al Rifflandia Music Festival di Victoria, nella Columbia Britannica, con dieci canzoni del repertorio classico dei Men Without Hats. La band così rivisitata è stata descritta dal quotidiano Austin American-Statesman come "semplicemente il cantante Ivan Doroschuk e alcune hired guns" (letteralmente, "pistole a noleggio", come per indicare i musicisti di supporto) e da Stefan Doroschuk come una "band di tributo". Nonostante le prime reazioni, il loro Dance If You Want Tour è iniziato nel marzo 2011 con una performance accolta positivamente da molte persone all'evento South by Southwest di Austin.
Nel giugno 2011, Doroschuk dichiarò al North by Northeast, a Toronto, che il gruppo avrebbe registrato un nuovo album in studio. L'album era originariamente intitolato Folk of the 80's (Part IV), ma nel marzo del 2012 la band comunicò sulla propria pagina Facebook che sarebbe stato chiamato Love in the Age of War e sarebbe uscito quell'estate.
Love in the Age of War, prodotto da Dave Ogilvie degli Skinny Puppy, è stato pubblicato nel giugno 2012 e ha ricevuto recensioni per lo più favorevoli. Ogilvie e Doroschuk si sono prefissati di riprodurre e aggiornare fedelmente il classico suono di sintetizzatore tipico degli anni '80 usato dal gruppo, facendo intenzionalmente un album che fosse il seguito diretto di Rhythm of Youth. Secondo Doroschuk, insieme hanno voluto "lavorare su una macchina a 24 tracce, ad esempio, e non il numero virtuale ed infinito di tracce che puoi avere oggi. Siamo usciti e abbiamo recuperato i vecchi sintetizzatori che usavamo allora... gli stessi strumenti, quindi non erano sintetizzatori "soft", erano dei veri e propri sintetizzatori."
Nel 2011, Ivan aveva ingaggiato tre dei suoi musicisti in tour come membri della band: James Love alla chitarra e alla voce, e Louise "Lou" Dawson e Mark Olexson alle tastiere e voce, che si esibivano tutti in Love in the Age of War. Anche Colin Doroschuk è apparso nell'album come cantante. Dopo che l'album è stato registrato, Doroschuk ha sostituito Olexson con la musicista di Vancouver Rachel Ashmore come secondo sintetizzatore del gruppo per aumentarne la sonorità nella loro musica.
I Men Without Hats hanno fatto nuovamente il tour degli Stati Uniti nel 2013, come parte del Regeneration Tour degli anni '80 con altri artisti contemporanei del decennio come Howard Jones, Andy Bell degli Erasure e i Berlin. L'attività continua della band ha incluso un tour in Europa nel 2015 e nel 2016.
Come parte dello show "Totally '80s" in tournée in Australia nel luglio 2016, Doroschuk si è esibito accreditato come Men Without Hats ma senza gli altri membri. In un'intervista ha dichiarato di voler cantare con il gruppo "di casa" per "preparare il terreno per una visita della nostra band al completo." Nell'ottobre 2016, prima di un tour europeo, Sho Murray ha sostituito James Love come chitarrista.

## Discografia

### Album in studio
- Rhythm of Youth (1982)
- Folk of the 80's (Part III) (1984)
- Pop Goes the World (1987)
- The Adventures of Women & Men Without Hate in the 21st Century (1989)
- Sideways (1991)
- No Hats Beyond This Point (2003)
- Love in the Age of War (2012)

### EP
- Folk of the 80's (1980)
- Freeways (1985)

### Compilation
- Collection (1996)
- Greatest Hats (1996)
- The Very Best of Men Without Hats (1998)
- My Hats Collection (2006)
- The Silver Collection (2008)

### Album solisti di Ivan
- The Spell (1997)

### Videoclip
- "Security"
- "Antarctica"
- "Nationale 7"
- "The Safety Dance"
- "I Like"
- "Where Do the Boys Go?"
- "Pop Goes the World"
- "Moonbeam"
- "Hey Men"
- "..In the 21st Century"
- "Sideways"
- "Open Your Eyes" (Ivan)
- "SuperBadGirls" (Ivan)

### DVD
- Live Hats (Le Spectrum show, from Freeways tour) pubblicato nel giugno 2006

## Componenti

### Attuali
- Ivan Doroschuk – voce, chitarra, basso, tastiere, synth (1977–1993, 2002–2003, 2010–presente)
- Colin Doroschuk – voce, tastiere, chitarra, basso (1979–1986, 1990–1993, 2020–presente)
- Sho Murray – chitarra (2016–presente)
- Sahara Sloan – voce (2020-presente)